# Chini
Chini är en köping i sydöstra Kina. Den ligger i stadsdistriktet Huadu i provinshuvudstaden Guangzhou i provinsen Guangdong, omkring 40 kilometer nordväst om centrala Guangzhou. Antalet invånare är 56 609. Befolkningen består av 28 031 kvinnor och 28 578 män. Barn under 15 år utgör 10,0 %, vuxna 15-64 år 79 %, och äldre över 65 år 10,0 %.